# Blarina
Blarina is een geslacht van zoogdieren uit de  familie van de spitsmuizen (Soricidae). De wetenschappelijke naam van het geslacht werd in 1838 gepubliceerd door John Edward Gray.

## Soorten
Er worden 5 soorten in dit geslacht geplaatst:
- Blarina brevicauda (Say, 1823) – Kortstaartspitsmuis
- Blarina carolinensis (Bachman, 1837) – Zuidelijke kortstaartspitsmuis
- Blarina hylophaga D. G. Elliot, 1899 – Elliots kortstaartspitsmuis
- Blarina peninsulae C. H. Merriam, 1895
- Blarina shermani W. J. Hamilton, 1955